# MSC Cruises

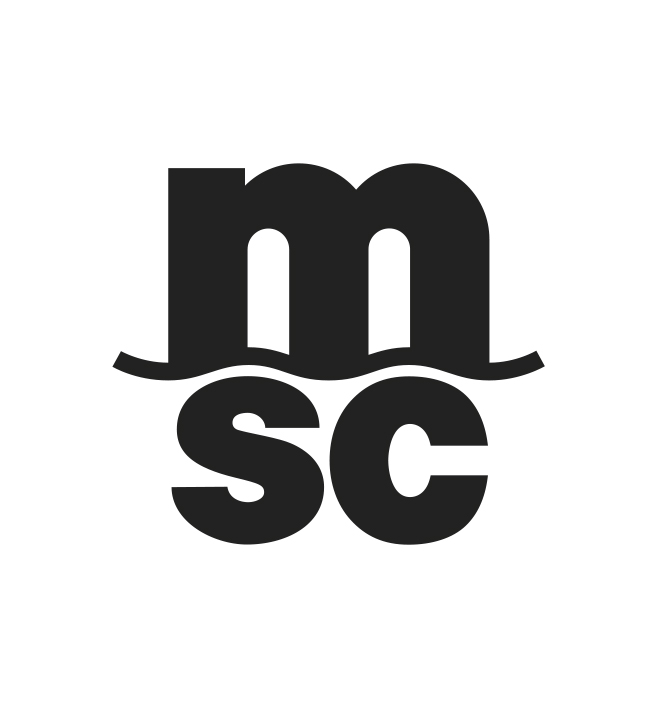
Oficjalne logo MSC

MSC Cruises jest oddziałem większej firmy armatorskiej Mediterranean Shipping Company (MSC) z siedzibą w Neapolu.
Założona w latach sześćdziesiątych XX wieku jako Lauro Lines przez Achillesa Lauro, firma operowała dwoma wycieczkowcami: Angelina Lauro i Achille Lauro. Gdy w roku 1979 Angelina Lauro spłonął w porcie St.Thomas, dla Lauro Lines, firmy zwanej także Flottą Lauro, nastały ciężkie czasy. W roku 1985 Achille Lauro został uprowadzony przez bojowników Frontu Wyzwolenia Palestyny, co – z powodu znacznego nagłośnienia sprawy przez media – doprowadziło do znacznego spadku liczby ewentualnych pasażerów. W 1987 Flotta Lauro została wykupiona przez Mediterranean Shipping Company i przemianowana na StarLauro Cruises. Jednak w 1994 Achille Lauro spłonął i zatonął, co doprowadziło do kolejnej zmiany nazwy na MSC Cruises.
Od grudnia 2009 roku MSC Cruises jest czwartym pod względem wielkości operatorem wycieczkowców na świecie. Wyprzedzają ją tylko takie firmy armatorskie, jak Carnival Corporation, Royal Caribbean i Norwegian Cruise Line.
14 sierpnia 2008 MSC Cruises zawarła umowę z STX Europe Saint-Nazaire (Francja), na budowę dwóch wycieczkowców typu Musica, a 1 marca 2010, przy silnym poparciu ze strony rządu francuskiego, kolejnego, 139 000-tonowego (3502 pasażerów), statku typu Fantasia.

## Rezerwat i Resort morski Ocean Cay MSC

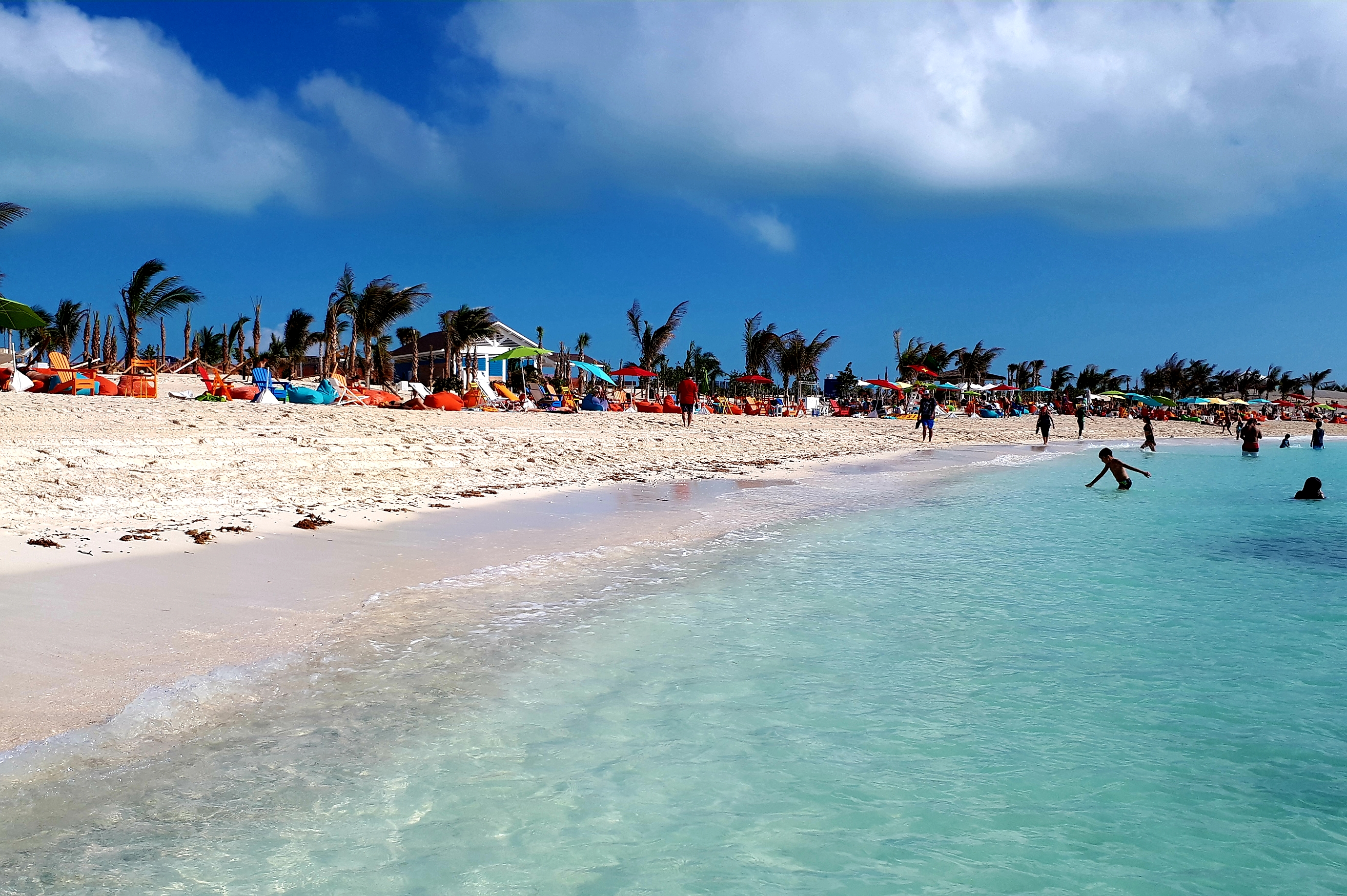
Sztucznie zbudowana laguna na Ocean Cay

W grudniu 2015 r. MSC Cruises podpisało 100-letnią umowę dzierżawy prywatnej wyspy Ocean Cay na Bahamach w celu zagospodarowania terenu na ekskluzywny ośrodek. Miejsce to było wcześniej wykorzystywane do wydobywania białego piasku aragonitowego przez dziesięciolecia, po tym, jak oryginalni właściciele opuścili 95-akrową wyspę, teren musiał zostać odrestaurowany w celu usunięcia starego sprzętu górniczego. MSC Cruises przeznaczyło 200 milionów dolarów na projekt obejmujący renowację i przekształcenie wyspy w prywatny kurort.
Renowacja wymagała pracy wielu naukowców, aby zmienić obszar w funkcjonujące siedlisko morskie. Projekt został oficjalnie nazwany Ocean Cay MSC Marine Reserve, gdy rząd Bahamów przyznał temu miejscu status rezerwatu morskiego. Ośrodek miał zostać otwarty w połowie listopada 2019 r., ale opóźnienia pogodowe przesunęły datę na 5 grudnia 2019 r..

## Flota

### Pływające
| Statek                | Rok Budowy   | Budowniczy                           | Data dołączenia do floty | Tonaż brutto | Bandera      | Dodatkowe informacje                                                                                    | Zdjęcie      |
| Klasa Lirica          | Klasa Lirica | Klasa Lirica                         | Klasa Lirica             | Klasa Lirica | Klasa Lirica | Klasa Lirica                                                                                            | Klasa Lirica |
| --------------------- | ------------ | ------------------------------------ | ------------------------ | ------------ | ------------ | --- | ------------ |
| MSC Armonia           | 2001         | Chantiers de l’Atlantique            | Maj 2004                 | 65,542       | Panama       | |              |
| MSC Sinfonia          | 2002         | Chantiers de l’Atlantique            | Marzec 2005              | 65,542       | Panama       | |              |
| MSC Lirica            | 2003         | Chantiers de l’Atlantique            | Marzec 2003              | 65,591       | Panama       | |              |
| MSC Opera             | 2004         | Chantiers de l’Atlantique            | Marzec 2004              | 65,591       | Panama       | |              |
| Klasa Musica          |              |                                      |                          |              |              | |              |
| MSC Musica            | 2006         | Aker Yards(Saint-Nazaire)            | Lipiec 2006              | 92,409       | Panama       | |              |
| MSC Orchestra         | 2007         | Aker Yards(Saint-Nazaire)            | Maj 2007                 | 92,409       | Panama       | |              |
| MSC Poesia            | 2008         | Aker Yards/STX Europe(Saint-Nazaire) | Październik 2008         | 92,627       | Panama       | |              |
| MSC Magnifica         | 2010         | STX Europe(Saint-Nazaire)            | Marzec 2010              | 95,128       | Panama       | Zmodyfikowana Klasa Musica                                                                              |              |
| Klasa Fantasia        |              |                                      |                          |              |              | |              |
| MSC Fantasia          | 2008         | Aker Yards/STX Europe(Saint-Nazaire) | Grudzień 2008            | 137,936      | Panama       | |              |
| MSC Splendida         | 2009         | Aker Yards/STX Europe(Saint-Nazaire) | Lipiec 2009              | 137,936      | Panama       | |              |
| MSC Divina            | 2012         | STX Europe(Saint-Nazaire)            | Czerwiec 2012            | 139,400      | Panama       | Zmodyfikowana Klasa Fantasia                                                                            |              |
| MSC Preziosa          | 2013         | STX Europe(Saint-Nazaire)            | Marzec 2013              | 139,400      | Panama       | Zmodyfikowana Klasa Fantasia                                                                            |              |
| Klasa Meraviglia      |              |                                      |                          |              |              | |              |
| MSC Meraviglia        | 2017         | STX Europe(Saint-Nazaire)            | Maj 2017                 | 171,598      | Malta        | [ 4 ]                                                                                                   |              |
| MSC Bellissima        | 2019         | Chantiers de l’Atlantique            | Marzec 2019              | 171,598      | Malta        | [ 4 ]                                                                                                   |              |
| Klasa Meraviglia Plus |              |                                      |                          |              |              | |              |
| MSC Grandiosa         | 2019         | Chantiers de l’Atlantique            | Listopad 2019            | 181,541      | Malta        | [ 5 ]                                                                                                   |              |
| MSC Virtuosa          | 2021         | Chantiers de l’Atlantique            | Maj 2021                 | 181,541      | Malta        | [ 5 ]                                                                                                   |              |
| MSC Euribia           | 2023         | Chantiers de l’Atlantique            | Maj 2023                 | 184,011      | Malta        | Drugi statek we flocie napędzany LNG.                                                                   |              |
| Klasa Seaside         |              |                                      |                          |              |              | |              |
| MSC Seaside           | 2017         | Fincantieri                          | Listopad 2017            | 153,516      | Malta        | |              |
| MSC Seaview           | 2018         | Fincantieri                          | Czerwiec 2018            | 153,516      | Malta        | |              |
| Klasa Seaside EVO     |              |                                      |                          |              |              | |              |
| MSC Seashore          | 2021         | Fincantieri                          | Sierpień 2021            | 170,412      | Malta        | |              |
| MSC Seascape          | 2022         | Fincantieri                          | Listopad 2022            | 170,400      | Malta        | |              |
| Klasa World           |              |                                      |                          |              |              | |              |
| MSC World Europa      | 2022         | Chantiers de l’Atlantique            | Grudzień 2022            | 215,863      | Malta        | Pierwotnie nazwany MSC Europa. Największy statek zbudowany dla MSC Cruises oraz pierwszy napędzany LNG. |              |
| Klasa Explora         |              |                                      |                          |              |              | |              |
| Explora I             | 2023         | Fincantieri                          | Lipiec 2023              | 63,900       | Malta        | Pierwszy statek luksusowej klasy Explora.                                                               |              |

### W budowie
- MSC World America
- Explora II
- Explora III
- Explora IV
- Explora V
- Explora VI

World V, World VI

### Byłe
Tylko wycieczkowce; lista niepełna.
- MSC Symphony (1994−2000)
- MSC Monterey (1994−2000)
- MSC Rhapsody (1995-2009)
- MSC Melody (1997−2000)